# شيخ خليل
شيخ خليل أو منلا خليل (بالكردية: Mile Xelîla‏) سابقًا هي قرية سوريّة تتبع إداريّاً لمحافظة حلب منطقة عفرين ناحية جنديرس. بلغ تعداد سكانها 95 نسمة حسب التعداد السكاني لعام 2004، و561 نسمة حسب قيود السجل المدني لنهاية عام 2005.